# Scorrano (cognome)
Scorrano è un cognome di lingua italiana.

## Varianti
Il cognome non presenta varianti.

## Origine e diffusione
Cognome tipicamente calabrese, è presente prevalentemente nel cosentino.
Potrebbe derivare dal toponimo Scorrano nel leccese.

## Persone
- Luigi Scorrano – pittore italiano
- Michele Scorrano –  calciatore italiano, difensore